# Парочка копів
«Парочка копів» (англ. Cop Out) — комедійний фільм Кевіна Сміта про поліцейських, головні ролі в якому виконують Брюс Вілліс та Трейсі Морган. Світова прем'єра відбулась 25 лютого 2010, вихід в Україні назначений на 17 червня 2010.

## Сюжет
Історія двох давніх напарників — нью-йоркських поліцейських, зайнятих пошуками дуже рідкісної і скажено дорогої бейсбольної картки, вкраденої в одного з них. Вони змушені протистояти нещадному гангстерові, який просто помішаний на колекційних штучках.
Джиммі, який все життя пропрацював в поліції, покладав на зниклу картку всі свої надії, тому що тільки за допомогою неї він міг би оплатити майбутнє весілля дочки, а Пол, його так званий «напарник у боротьбі зі злочинністю», настільки зациклюється на передбачуваній невірності своїй дружини, що йому стає вже непросто відстежувати пропажу.

## В ролях
- Брюс Вілліс — Джиммі Монро
- Трейсі Морган — Пол Годжес
- Адам Броді — Баррі Менґолд
- Кевін Поллак — Гансекер
- Гільєрмо Діас — Poh Boy
- Шон Вільям Скотт — Дейв
- Ана де ла Регуера — Габріела
- Джейсон Лі — Рой, чоловік Пем, вітчим Еви
- Мішель Трахтенберг — Ева, дочка Джиммі Монро
- Джим Нортон — Джордж
- Хуан Карлос Ернандес — Рауль
- Корі Фернандес — Хуан
- Шон Каллен — капітан Романс
- Френсі Свіфт — Пем, колишня дружина Джиммі
- Рашида Джонс — Деббі, дружина Пола

## Цікаві факти
- Перший фільм Кевіна Сміта, який він ставить не за власним сценарієм.
- Проект перейшов до Warner Bros. від студії Gold Circle Films в 2008 році, де на головні ролі планувалося запросити Робіна Вільямса та Джеймса Гандольфіні.
- Перший фільм Кевіна Сміта, не спродюсований Скоттом Мсьє.
- Щоб фільм отримав рейтинг R, Кевін Сміт, Брюс Вілліс, Трейсі Морган і Марк Платт погодилися на істотне зниження своїх гонорарів.
- Кевін Сміт грав разом з Брюсом Віллісом в «Міцному горішку 4.0» (2007).